# Бечарац

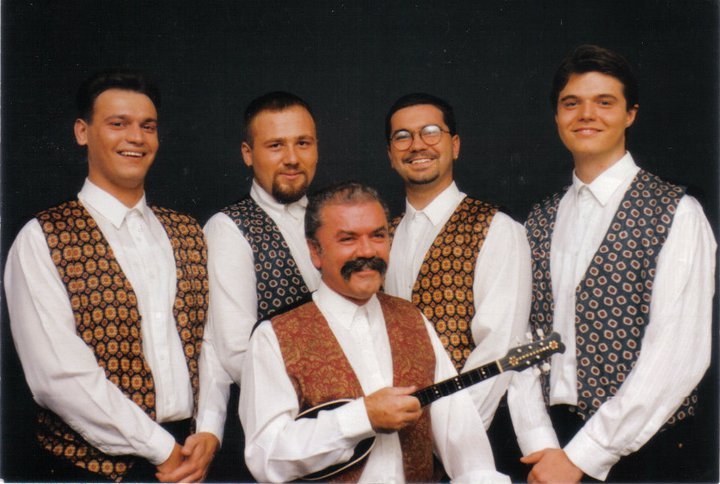
Исполнители бечарцев из Славонии

Бечарац (хорв. Bećarac, серб. бећарац) — жанр юмористических народных песен, возникший в Славонии (Хорватия), и затем распространившаяся в южной Венгрии (Баранья) и сербской Воеводине (главным образом, область Срем).

## Этимология
Название образовано от слова сербохорв. bećar — «холостяк», «гуляка» или «пьяница», в свою очередь, восходящему к тур. bekâr.

## Описание
Бечарац использует строгую форму десятисложного двустишия, всегда поётся под одну и ту же мелодию, или а капелла, или же под аккомпанемент ансамбля тамбуриц (струнных щипковых инструментов). Первый куплет исполняется запевалой и образует логический тезис («сетап»); его повторяет хор собравшихся мужчин. Второй куплет представляет собой юмористическую антитезу («панчлайн»), также повторяемую хором (но часто прерываемую смехом). Обычно бечарацы поёт небольшой мужской коллектив на деревенских вечеринках в их разгар в качестве застольных песен, после того как толпа достаточно разогрета вином и музыкой. Серия бечарацев может длиться бесконечно. Тексты бечарацев наполнены иронией, ёрничаньем и порой содержат в себе чёрный и туалетный юмор. Тексты часто сочиняются на месте или импровизируются, а лучшие из них распространяются и повторно используются для следующих вечорок.

## История
В 2009 году Хорватия представила бечарац среди прочего для включения в список нематериального культурного наследия ЮНЕСКО. В 2010 году попытка снова не увенчалась успехом, и для удобства были сделаны английские переводы. В 2011 году он был включён в список.
В 2017 году было объявлено, что в городе Плетерница (Хорватия) откроется музей, посвящённый бечарацу. В соответствии с концепцией музея, описанной директором, это будет современный музей, который расскажет о традиционном наследии бечараца, но в современной обстановке. Поскольку бечарац является жизненно важной частью нематериального культурного наследия Хорватии, 85 % музейного проекта финансировалось Европейским союзом, и ожидается, что он окажет положительное влияние на благосостояние города и всего региона.

## В культуре
- «Бечарац» — короткометражный мультфильм-фантазия 1966 г. (реж. Златко Боурек[хорв.]), снятый на студии «Загребфильм». Фабулой мультфильма является взаимная любовь двух девушек: богатой и бедной к некоему молодцу, решившему свататься. Тот, не без колебаний в итоге выбирает бедную, но более красивую, и мультфильм заканчивается пышной свадьбой. Мультфильм обладает своеобразным и выразительным колоритом, который весьма пропитан стилистикой народного рисунка и умением его обыграть[10].